# Мовчанове
Мовчанове — проміжна залізнична станція Куп'янської дирекції залізничних перевезень Південної залізниці. Розташована на двоколійній електрифікованій змінним струмом лінії Куп'янськ — Валуйки між станціями Заоскілля та Дворічна біля с. Лиман Перший Дворічанського району. На станції зупиняються тільки приміські поїзди.